# Johny Srouji
Pour les articles homonymes, voir Hanibal Srouji.
Johny Srouji est le Vice-Président des technologies hardware d'Apple sous la direction du PDG Tim Cook. Il se fait connaître pour sa spécialisation dans la conception de technologies informatiques à base de silicium, comme des batteries, des processeurs, des contrôleurs de stockage ou encore des capteurs.
Johny Srouji a rejoint Apple en 2008 pour diriger le développement de la puce A4, la première puce conçue par Apple. Il est toujours chargé du développement des Apple Silicon. Avant Apple, il a occupé des postes de direction chez Intel et IBM dans le domaine du développement et de la conception de processeurs.

## Jeunesse et études
Johny Srouji est né et a grandi à Haïfa en Israël, dans une famille chrétienne arabe-israélienne originaire du Liban. Il a étudié l'informatique de 1984 à 1990 dans la prestigieuse université israélienne Technion pour y décrocher une licence et un master en informatique. 

## Son parcours
- Ingénieur-chercheur dans le laboratoire R&D d'IBM en Israël de 1990 à 1992.
- Senior Manager à l'Intel Israel Design Center entre 1993 et 2005.
- Design Manager dans la conception des CPU chez IBM de 2005 à 2008.
- Vice-Président des technologies hardware chez Apple de 2008 à 2015.
- Senior Vice-Président des technologies hardware chez Apple depuis 2015.